# The Gatehouse
A The Gatehouse vagy The Gate House vendégfogadó a walesi Monmouthban, a Monnow híd szomszédságában. Mai nevét 1993-ban kapta, addig Barley Mow néven volt ismert. Az egyetlen folyóparti vendégfogadó a városban.

## Története
Az épület építésére vonatkozóan nincsenek pontos adatok. 1812-ben már létezett, ekkor a helyi nőegylet találkozóhelye volt. 1822-ben az épületet William Jones szerezte meg, s ekkor váltotta ki kocsma üzemeltetési engedélyét. A Barley Mow nevű kocsmát Jones családja üzemeltette a 19. század utolsó negyedéig. 1887-ben a Druidák Baráti Társasága (angolul: Druids Friendly Society) itt ünnepelte születésnapját több mint száz vendéggel. A feljegyzések szerint ekkor egy bizonyos Mr. Teague volt a tulajdonosa. A későbbi engedélyek tanúsága szerint a Wakin, Stead és Harley családok üzemeltették.
A Monnow híd és a The Gatehouse között eredetileg három kis házikó állt. Ezeket az 1950-es években bontották el. Az egyikben működött 1721 és 1858 között a The Dolphin nevű kocsma. A három ház helyén ma a The Gatehouse nyári kertje üzemel a Monnow folyóra néző terasszal.

## Fordítás
- Ez a szócikk részben vagy egészben  a   The Gatehouse, Monmouth című angol Wikipédia-szócikk ezen változatának fordításán alapul.  Az eredeti cikk szerkesztőit annak laptörténete sorolja fel. Ez a jelzés csupán a megfogalmazás eredetét és a szerzői jogokat jelzi, nem szolgál a cikkben szereplő információk forrásmegjelöléseként.